# Мост Моррисси
Мост Моррисси (англ. Morrissy Bridge) — бывший автомобильный мост через реку Мирамиши в одноимённом городе провинции Нью-Брансуик (Канада). Назван в честь министра общественных работ Нью-Брансуика в 1908—1916 годах Джона Моррисси. В 2008 году автомобильное движение по мосту было закрыто.

## История
Строительство моста Моррисси началось в 1913 году и было завершено и мост открылся для транспорта в ноябре 1914 года. Назван в честь Джона Моррисси, министра общественных работ. Мост был провозглашён «одним из величайших сооружений в провинции» и обеспечил первую фиксированную дорогу между бывшим городом Ньюкасл и общинами на южной стороне реки. Мост создал препятствие для судоходства, но поворотный пролёт позволял проходить крупным судам.
Мост оказался сильно повреждён 5 ноября 1971 года, когда зарегистрированный в Панаме транспортный корабль типа «Либерти» Grand Valor ударился о второй пирс моста, отходя от пристани Ньюкасла с грузом балансовой древесины. Было выбито несколько тяжёлых ферм и снесён пролёт качелей с опорной площадки. Ремонт занял три недели, судно было арестовано, а затем отпущено.
Пролёт поворота больше не используется, а узкая площадка моста теперь считается нестандартной. Новый мост Мирамичи, построенный в 1995 году, обеспечивает более широкий и безопасный переход всего в 1 км вверх по течению. Это создало новое постоянное препятствие для навигации вверх по течению.
В 2008 году Департамент транспорта Нью-Брансуика провел подробный структурный анализ и пришел к выводу, что опоры стального настила моста подверглись коррозии до такой степени, что использование моста стало небезопасным. Мост Моррисси был закрыт из соображений безопасности в пятницу, 12 сентября 2008 года и мост подлежал демонтажу.
Однако коалиция энтузиастов троп выступила против сноса, а в 2010 году Генеральный план по активным перевозкам Мирамичи включил эту структуру в свой долгосрочный план, заявив: «Мост Моррисси является жизненно важным звеном в плане Мирамичи по активным перевозкам. Подобно старому железнодорожному мосту в Фредериктоне, мост Моррисси является единственным действительно безопасным вариантом для тех, кто не является автомобилистом, пересечь реку. Расположение моста также обеспечивает ключевую связь с торговлей в центре города и верфью Ричи. Восстановление моста для пешеходов должно быть приоритетом номер один в плане».